# Битуменски угаљ
Битуменски угаљ или црни угаљ је релативно мекан угаљ који садржи катранску супстанцу која се назива битумен или асфалт. Квалитетнији је од лигнитног угља, али лошијег квалитета од антрацита . Формирање је обично резултат високог притиска на лигнит. Његова боја може бити црна или понекад тамно смеђа; често се у шипљинама налазе добро дефинисане траке сјајног и мутног материјала. Ове препознатљиве особине, које су класификоване као: "мутне са видљивијим тракама" или "светле са мање видљивим тракама", су начин на који се битуменски угаљ стратиграфски идентификује. 
Битуменски угаљ је органска седиментна стена настала дијагенетском и суб-метаморфном компресијом тресетишта. Примарни састојци су му минерали : витринит и липтинит. Садржај угљеника у битуменском угљу је око 60–80%; остатак се састоји од воде, ваздуха, водоника и сумпора, који нису одбачени из минерала. Густина насипа је приближно 1.346 kg/m3 (84,0 lb/cu ft). Насипна густина обично износи 833 kg/m3 (52,0 lb/cu ft). Садржај топлоте битуменског угља креће се од 24—35 megajoules per kilogram (21—30 million British thermal units per short ton) на влажној основи без минералних материја. 
У индустрији угља, ова врста угља је позната по томе што ослобађа највеће количине рудничког гаса, опасне мешавине гасова која може изазвати подземне експлозије. Вађење битуменског угља захтева највише сигурносне поступке који укључују пажљиво надгледање гасова, добру вентилацију и будно управљање градилиштем. 

## Користи
Битуменски угаљ се разврстава према рефлексији витринита, садржају влаге, садржају испарљивих материја, пластичности и садржају пепела. Генерално, битуменски угаљ највеће вредности има специфичан степен пластичности, испарљивости и низак садржај пепела, посебно са ниским садржајем карбоната, фосфора и сумпора . 
Пластичност је од виталног значаја за коксање, јер представља њену способност да током процеса коксања, мерено тестовима дилатације угља, формира одређене фазе пластичности. Низак садржај фосфора је од виталног значаја за ове угљеве, јер је фосфор веома штетан елемент у производњи челика . 
Коксни угаљ је најбољи ако има врло узак опсег испарљивости и пластичности. Ово се мери тестом индекса слободног отока. Садржај испарљивих састојака и индекс бубрења користе се и за одабир угља за мешање кокса. 
Испарљивост је такође критична за производњу челика и производњу електричне енергије, јер ово одређује брзину сагоревања угља. Угљеви са високим садржајем испарљивих састојака, иако су лако запаљиви, често нису толико исплативи као слабо испарљиви угаљеви. Слабо испарљиви угаљ је тешко запалити иако садржи више енергије по јединици запремине. Топионица мора да уравнотежи садржај испарљивог угља како би побољшала лакоћу паљења, брзину сагоревања и излазну енергију угља. 
Низак садржај пепела, сумпора и карбонатног угља се препоручује за производњу електричне енергије, јер не производе много шљаке у котлу и не захтевају много труда за идвајање честица из димних гасова. Карбонати су штетни јер се лако лепе за дно котла. 

### Ковани угаљ
Ковани угаљ је врста висококвалитетног битуменског угља погодног за употребу у. У њему се налази минимална количина пепела, сумпора и других нечистоћа.  Саставни делови угља треба да буду следећи: 
| Конститутивни | Проценат       |
| ------------- | -------------- |
| Сумпор        | Не преко 1%    |
| Пепео         | Не преко 7%    |
| Угљеник       | Не мање од 70% |
| Влага         | Не преко 12%   |

### Каналски угаљ
Каналски угаљ или свећни угаљ је врста бутменскг угља, такође класификован и као копнени уљни шкриљац. Због његових физичких катактеристика и ниског минералног садржаја, каналски угаљ се сматра угљем али због његове текстуре и састава органских материја сматра се уљним шкриљцем. 
Кроз историју термин каналски угаљ се користио наизменично са термином мочварни угаљ, а новија системска класификација ограничава каналски угаљ ка копненом пореклу, а мочварски угаљ ка језерском окружењу. 

### Коксни угаљ
При корушћењу у индустријске процесе, битуменски угаљ мора прво да се „коксује“ да би се уклонили испарљиви састојци. Коксирање се постиже загревањем угља у одсуству кисеоника, који одводи испарљиве угљоводонике као што су пропан, бензен и други ароматични угљоводоници и неке сумпорне гасове. Ово такође одводи значајну количину садржане воде битуменског угља. 
Коксни угаљ ( металуршки угаљ ) користи се у производњи челика, где угљеник мора бити што испарљивији и без пепела. 
Коксни угаљ се загрева да би се добио кокс, тврди, сиви, порозни материјал који се користи у високим пећима за издвајање гвожђа из руде гвожђа. 

## Битуменски угаљ по геолошком периоду
Битуменски угаљ у Сједињеним Државама стар је између 100 и 300 милиона година. 

### Кредни угаљ
У Сједињеним Државама, кредни угаљ се јавља у Вајомингу, Колораду и Новом Мексику.  
У Канади, западноканадански седиментни басен Алберте и Британске Колумбије богат је налазиштима битуменског угља који су настали у мочварама дуж западне ивице западног унутрашњег морског пута. Старосне доби су од најновије јуре или најраније креде у формацији Мист Моунтаин, до касне креде у формацији Гатес .  Интермонтанска и острвна поља угља у Британској Колумбији такође садрже наслаге кредног угља. 

### Јурски угаљ
Јурски угаљ је распрострањен и чини га угаљ ниске вредности из јурског доба који се простире кроз басен Сурат у Аустралији, формиран у интракратонском речном кориту, у слојевима пепела, садржи доказе о постојању диносауруса. Ови угљеви се експлоатишу у Квинсланду из Валонских мера угља, који су дебели до 15 м суб-битуменских до битуменских угља погодних за коксирање, подизање паре и разлагање нафте. 

### Тријаски угаљ
Угљи тријаске старости познати су из басена Цларенце-Моретон и Ипсвицх, у близини Ипсвицха, Аустралије и корита Еск. Угљеви ове ере су ретки, а многи садрже и фосиле скривеносеменица. Неки од најбољих коксних угљева су аустралијски тријаски угаљ, мада је већина економских лежишта искоришћена. 

### Пермски угаљ
Друга највећа налазишта битуменског угља на свету налазе се у пермским слојевима у Русији . Залихе пермског угља се налазе у басену Бовен у Квинсленду, басену Сиднеи и басену Пертх и познато је њихова дебљина већа од 300 метара. Предвиђа се да ће текуће резерве и ресурси трајати више од 200 година. 
Аустралија извози већину угља за коксање и производњу челика у Јапан. Одређени аустралијски угаљ је најбољи на свету за ове сврхе, не захтевајући готово никакво мешање. Неки битуменски угљеви из перма и тријаса у Аустралији такође су најпогоднији за разлагање нафте. 

### Карбонски угаљ
Много Северно-америчког угља је направљено је направљено на субвенционисаном подучју на Апалачким планинама током Пенсилванијског субпериод. Пространа мрежа мочвара у то време покривала је велике делове Северне Америке и већи део органског материјала створеног у тим мочварама је формирао дебеле слојеве тресета (претече угља) који су били закопани брже, него што су сами моги да потону. 
Битуменски угаљ се експлоатише у региону Апалача, првенствено за производњу електричне енергије. Експлоатација се врши преко површинских и подземних рудника. Битуменски угаљ "Покахонтас" својевремено се користио за грејање половине светске морнарице, а данас се корисити у челичанама и електранама широм света. 